# Есаулов, Александр Алексеевич
Есаулов Александр Алексеевич (3 декабря 1859 года, город Павловск Санкт-Петербургской губернии, из дворян, православный) — генерал-майор Русской императорской армии

## Образование
1. 1875—1881 годы учеба в Морском училище
2. 1881—1884 годы учеба в Николаевской морской академии

## Служба в морском флоте и армии России
- 1878 год — произведен в унтер-офицеры
- 1879 год произведен в фельдфебели
- 1880 год произведен в гардемарины, служба в 6 флотском экипаже
- 1881 год произведен в мичманы
- 1884 год командир 5 роты команды корвета «Богатырь» и канонерской лодки «Ёрш»
- 1885 год командир 8 роты парохода «Олаф», ревизор на броненосном фрегате «Адмирал Чичагов» во 2 флотском Её Величества королевы эллинов экипаж, прикомандирован к Морскому училищу
- 1887 год произведен в лейтенанты
- 1890 год произведен в штабс-капитаны, служба Чикишлярским приставом Закаспийской области
- 1892 год произведен в капитаны
- 1896 год произведен в подполковники, командир 5 Закаспийского батальона, председатель суда общества офицеров, член окружного суда в г. Мерв, заведующий Серахским переписным участком
- 1897 год начальник Тежинского района пограничной охраны, председатель суда чести офицеров, член Кавказского окружного суда
- 1898 год Мервский воинский начальник и комендант города Мерв
- 1899 год командир батальона 52 пехотного Виленского полка
- 1901 год командир 4 батальона Одесского военного округа
- 1903 год произведен в полковники, командир одесского морского батальона
- 1906 год командир 206 пехотного Ларго-Кагульского полка
- 1910 год командир 52 пехотной бригады, командир Ларго-Кагульского 191-го пехотного полка, командир 2 бригады 48 пехотной дивизии
- 1914 год произведен в генерал — майоры, командир 2 бригады 49 пехотной дивизии, командующий 1 бригады 84 пехотной дивизии, командующий 84 пехотной дивизии
- 1917 год командующий 194 дивизии 26 корпуса, командующий 189 пехотной дивизией
- 26 мая 1917 года отчислен по болезни в резерв Московского округа

## Награды
- 1896 год — Серебряная медаль на Александровской ленте
- 1897 год — темно-бронзовая медаль на ленте из государственных цветов
- 1898 год — золотая звезда 3 степени Эмира Бухары
- 1900 год — орден Святого Станислава 3 степени, орден Святого равноапостольного Князя Владимира 4 степени
- 1906 год — орден Святого равноапостольного Князя Владимира 3 степени
- 1912 год — светло-бронзовая медаль в память 300 — летия Дома Романовых
- 1915 год — за боевые отличия награждён Георгиевским оружием, орден Святого Станислава 1 степени с мечами, орден Святой Анны 1 степени с мечами